# Galin Ivanov (labdarúgó, 1988)
Galin Ivanov (bolgár nyelven: Галин Иванов) (Kazanlak, 1988. április 15. –) bolgár válogatott labdarúgó, a Szlavija Szofija játékosa.

## Pályafutása

### Klubcsapatokban
Ivanov a bolgár FK Trajana (Sztara Zagora) akadémiáján nevelkedett. Pályafutása során eddig számos bolgár csapatban (Levszki Szofija, Szlavija Szofija, Litex Lovecs, Beroe Sztara Zagora, Neftochimic Burgas) játszott. Külföldön játszott Németországban, Azerbajdzsánban és Törökországban. Pályafutása eddigi legnagyobb sikere a bolgár kupa megnyerése volt 2018-ban a Szlavija Szofija csapatával. 2019 februárja óta a magyar élvonalbeli Szombathelyi Haladás labdarúgója.

### A válogatottban
Többszörös bolgár utánpótlás-válogatott. 2016. június 3-án mutatkozott be a felnőtt válogatottban egy Japán elleni barátságos mérkőzésen.

## Mérkőzései a bolgár válogatottban
| #   | Dátum               | Ellenfél     | Eredmény | Kiírás              | Esemény |
| --- | ------------------- | ------------ | -------- | ------------------- | ------- |
| 1.  | 2016. június 3.     | Japán        | 2 – 7    | barátságos mérkőzés | 76'     |
| 2.  | 2018. szeptember 9. | Norvégia     | 1 – 0    | Nemzetek Ligája     |         |
| 3.  | 2018. november 16.  | Ciprus       | 1 – 1    | Nemzetek Ligája     | 56'     |
| 4.  | 2018. november 19.  | Szlovénia    | 1 – 1    | Nemzetek Ligája     | 64' 68' |
| 5.  | 2019. március 22.   | Montenegró   | 1 – 1    | Eb-selejtező        | 51'     |
| 6.  | 2019. június 10.    | Koszovó      | 2 – 3    | Eb-selejtező        |         |
| 7.  | 2019. szeptember 7. | Anglia       | 0 – 4    | Eb-selejtező        | 83'     |
| 8.  | 2019. október 11.   | Montenegró   | 0 – 0    | Eb-selejtező        |         |
| 9.  | 2019. október 14.   | Anglia       | 0 – 6    | Eb-selejtező        | 68'     |
| 10. | 2019. november 14.  | Paraguay     | 0 – 1    | barátságos mérkőzés | 69'     |
| 11. | 2020. szeptember 3. | Írország     | 1 – 1    | Nemzetek Ligája     |         |
| 12. | 2020. szeptember 6. | Wales        | 0 – 1    | Nemzetek Ligája     | 70'     |
| 13. | 2020. október 8.    | Magyarország | 1 – 3    | Eb-pótselejtező     | 31'     |
| 14. | 2020. november 11.  | Gibraltár    | 3 – 0    | barátságos mérkőzés | 65'     |
| 15. | 2020. november 15.  | Finnország   | 1 – 2    | Nemzetek Ligája     | 6' 78'  |
| 16. | 2020. november 18.  | Írország     | 0 – 0    | Nemzetek Ligája     | 45' 61' |

## Sikerei, díjai
- Szalvija Szofija:
  - Bolgár kupa: 2017–18